# San Camillo de Lellis agli Orti Sallustiani (titre cardinalice)
Le titre cardinalice de San Camillo de Lellis agli Orti Sallustiani est érigé par le pape Paul VI le 5 février 1965 et rattaché à la basilique San Camillo de Lellis qui se trouve dans le quartier de Sallustiano au nord-est de Rome.

## Titulaires
- Paul Zoungrana (1965 - 2000)
- Juan Luis Cipriani Thorne (2001-)